# Hexametilwolframio
El hexametilwolframio es un compuesto químico de fórmula W(CH3) 6. Catalogado como compuesto organometálico. El hexametilwolframio es un sólido rojo, cristalino a temperatura ambiente, sin embargo, es extremadamente volátil y sublima a -30 °C y es sensible al aire. Debido a sus seis grupos metilo es extremadamente soluble en petróleo, hidrocarburos aromáticos, éteres y disulfuro de carbono y tetracloruro de carbono.

## Síntesis
La primera síntesis publicada la realizó, en 1973, Wilkinson y Shortland, quienes describieron a su preparación por la reacción del metillitio, con hexacloruro de wolframio en éter dietílico. La síntesis fue motivada en parte por el trabajo previo que indicaba que tetraédricos metílicos de metales de transición son compuestos térmicamente inestables , con la esperanza de que un octaedro compuesto de metilo se demuestre que sea más robusto. En 1976, Wilkinson y Galyer describe una síntesis mejorada utilizando trimetilaluminio con trimetilamina, en lugar de metil-litio. La estequiometría de la síntesis mejorada es:
WCl6 + 6 Al(CH3)3  →  W(CH3)6  +  6 Al(CH3)2Cl
Alternativamente, la alquilación se puede emplear dimetilcinc:
WX6 + 3 Zn(CH3)2  →  W(CH3)6  +  3 ZnX2  (X = F, Cl)

## Geometría de la molécula
El hexametilwolframio adopta una geometría prismática trigonal distorsionada con simetría C3v. La geometría prismática trigonal es inusual, la gran mayoría de los compuestos organometálicos con seis enlaces de coordinación adoptan una geometría molecular octaédrica.
En el informe inicial, los resultados de la espectroscopia IR fueron interpretados en términos de una estructura octaédrica. En 1978, un estudio utilizando espectroscopia de fotoelectrones apareció confirmar la asignación inicial de una estructura Sh. Se consideró octaédrica durante casi 20 años hasta 1989, hasta que Girolami y Morse demostraron que el [Zr (CH3)6 ] 2 - es prisma trigonal según lo indicado por la cristalografía de rayos-X. Se supuso que otros compuestos ML6 d 0 como el [Nb(CH3) 6]-, el [Ta(CH3) 6]-, y el W(CH3) 6 también podrían ser prisma trigonal. Este informe propicio otras investigaciones de la estructura del W(CH3) 6. Mediante el empleo de difracción de electrones en fase gaseosa, Volden et al. confirmó que el W(CH3) 6 posee una estructura de prisma trigonal, ya sea con simetría D3h o C3v. En 1996, Seppelt et al. informó que el W(CH3) 6 tenía una geometría prisma trigonal fuertemente distorsionada de coordinación basándose en la difracción de rayos X de un monocristal, que se confirmó más tarde en 1998.

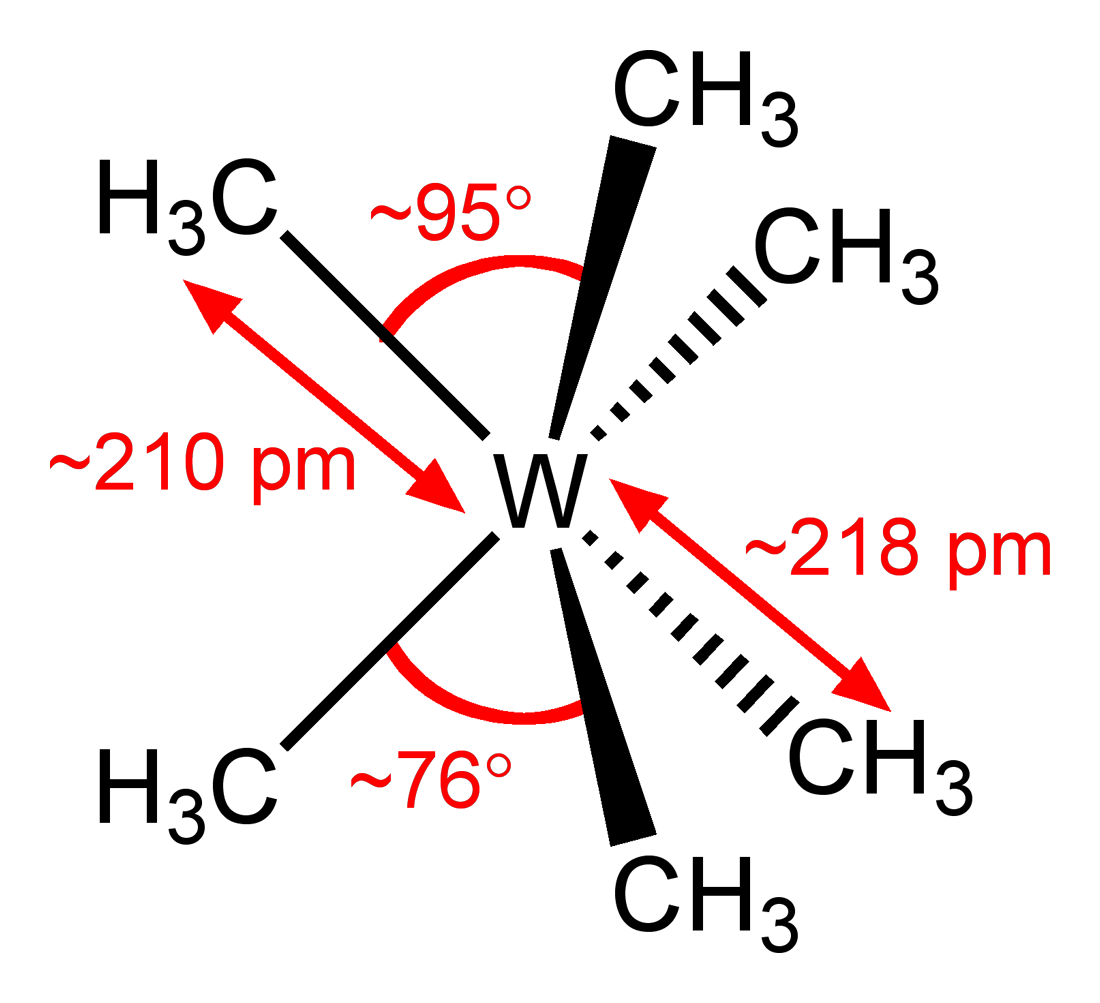
Esquema de la estructura trigonal distorsionada.

Como se muestra en la figura de la izquierda, el prisma trigonal ideal o D3h en el que todos los seis carbonos son equivalentes se distorsiona para dar el C3v estructura observada por Seppelt et al. mediante la apertura de un triplete de grupos metilo (triángulo superior) a una mayor los ángulos de la CAQ (94-97 °) con longitudes de enlace C-W un poco más cortas, mientras que el cierre la otra tripleta (triángulo inferior) con ángulos más cerrados 75-78 º y longitudes de enlace más largas.
La desviación de la geometría octaédrica puede atribuirse a un efecto conocido como distorsión de Jahn-Teller de segundo orden. En 1995, antes de que el trabajo de Seppelt y Pfennig, Landis y sus compañeros de trabajo ya había previsto una estructura de prisma trigonal distorsionada sobre la base de la teoría del enlace de valencia y cálculos VALBOND.
La historia de la estructura de W(CH3) 6 ilustra la dificultad inherente en la interpretación de los datos espectrales de nuevos compuestos: Los datos iniciales puede no proporcionar la razón para creer que la estructura se desvía de una geometría presunta basado en precedencia histórica significativa, pero siempre existe el posibilidad de que la asignación inicial resultar incorrectas. Antes de 1989, no había ninguna razón para sospechar que los compuestos ML6 eran cualquier cosa menos octaédrica , sin embargo, nuevas pruebas y la mejora de los métodos de caracterización sugirió que tal vez hubo excepciones a la regla, como lo demuestra el caso de W(CH3) 6. Estos descubrimientos ayudaron a generar revaluación de las consideraciones teóricas para la geometría de los ML6.
Otros compuestos con seis enlaces de coordinación con estructuras prismáticas trigonales distorsionadas incluyen [MoMe6], [NbMe6]- , y [TaPh6]-. Todos son complejos d0. Algunos complejos con seis enlaces de coordinación con estructuras prisma trigonal regulares (simetría D3h) son [ReMe6] (d1), [TaMe6]- (d0), y el antes mencionado [ZrMe6] 2 - (d0).

## Reactividad y usos potenciales
A temperatura ambiente, el hexametilwolframio se descompone, liberando metano y cantidades traza de etano. El residuo negro es supuestamente contienen polimetileno y el wolframio, pero la descomposición del W(CH3) 6 para formar wolframio metálico es muy poco probable. La siguiente ecuación es la aproximación de estequiometría propuesta por Wilkinson y Shortland:
W(CH3) 6 → 3 CH4 + (CH2 )3 + W
Al igual que muchos complejos organometálicos, W(CH3) 6 es destruido por el oxígeno. De manera similar, los ácidos dar metano y sus derivados no identificados de tungsteno, mientras que los halógenos liberación causa dar el haluro de metilo y dejar el haluro de tungsteno.
En 1991 se presentó una solicitud de patente referida al uso de W(CH3) 6 en la fabricación de semiconductores para dispositivos deposición química de vapor de películas delgadas de wolframio. Sin embargo, hasta la fecha no se ha utilizado para este propósito. Con esta fin se emplea hexafluoruro de wolframio y hidrógeno.

## Seguridad
Es han informado de explosiones graves trabajando con W(CH3) 6, incluso en ausencia de aire.